# Światowy Synod Przywództwa Kościoła

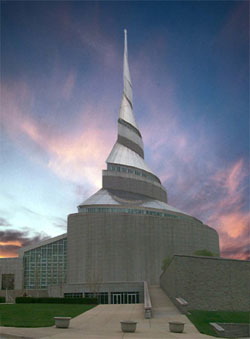
Świątynia Independence – miejsce obrad Światowego Synodu Przywództwa Kościoła

Światowy Synod Przywództwa Kościoła – ciało przywódcze Społeczności Chrystusa, w skład którego wchodzi: Pierwsze Prezydium, Kworum Dwunastu Apostołów oraz Przewodnicząca Rada Biskupia. Synod zgromadza się w Świątyni Independence. Światowy Synod Przywództwa Kościoła został powołany decyzją Światowej Konferencji w 2002 r., zastępując dotychczasowe ciało przywódcze – Synod Zespolony. Nowe rozporządzenie pozwala na uczestnictwo w Synodzie Przywództwa Kościoła dodatkowych członków, co nie było możliwe w Synodzie Zespolonym.
Obrady Światowego Synodu Przywództwa Kościoła ustalają konsensus w wielu ważnych dla Społeczności Chrystusa kwestiach takich, jak tworzenie ośrodków misyjnych, zajęcie stanowiska w sprawie homoseksualizmu, czy ustalanie terminów obrad Światowej Konferencji. W 2006 r. Synod postanowił zrestrukturyzować światową centralę Kościoła i zredukować liczbę opłacalnych służb kościelnych (administratorów pól misyjnych).